# Бобслей на зимних Олимпийских играх 2010
Соревнования по бобслею на зимних Олимпийских играх 2010 прошли с 20 по 27 февраля. Были разыграны 3 комплекта наград.
Немцы Андре Ланге и Кевин Куске, выиграв золото в заездах двоек, стали 4-кратными олимпийскими чемпионами.

## Медали

### Общий зачёт
(Жирным выделено самое большое количество медалей в своей категории; принимающая страна также выделена)
| Общее количество медалей |          |        |         |        |       |
| Место                    | Страна   | Золото | Серебро | Бронза | Всего |
| 1                        | Германия | 1      | 2       | 0      | 3     |
| 2                        | Канада   | 1      | 1       | 1      | 3     |
| 3                        | США      | 1      | 0       | 1      | 2     |
| 4                        | Россия   | 0      | 0       | 1      | 1     |

### Медалисты

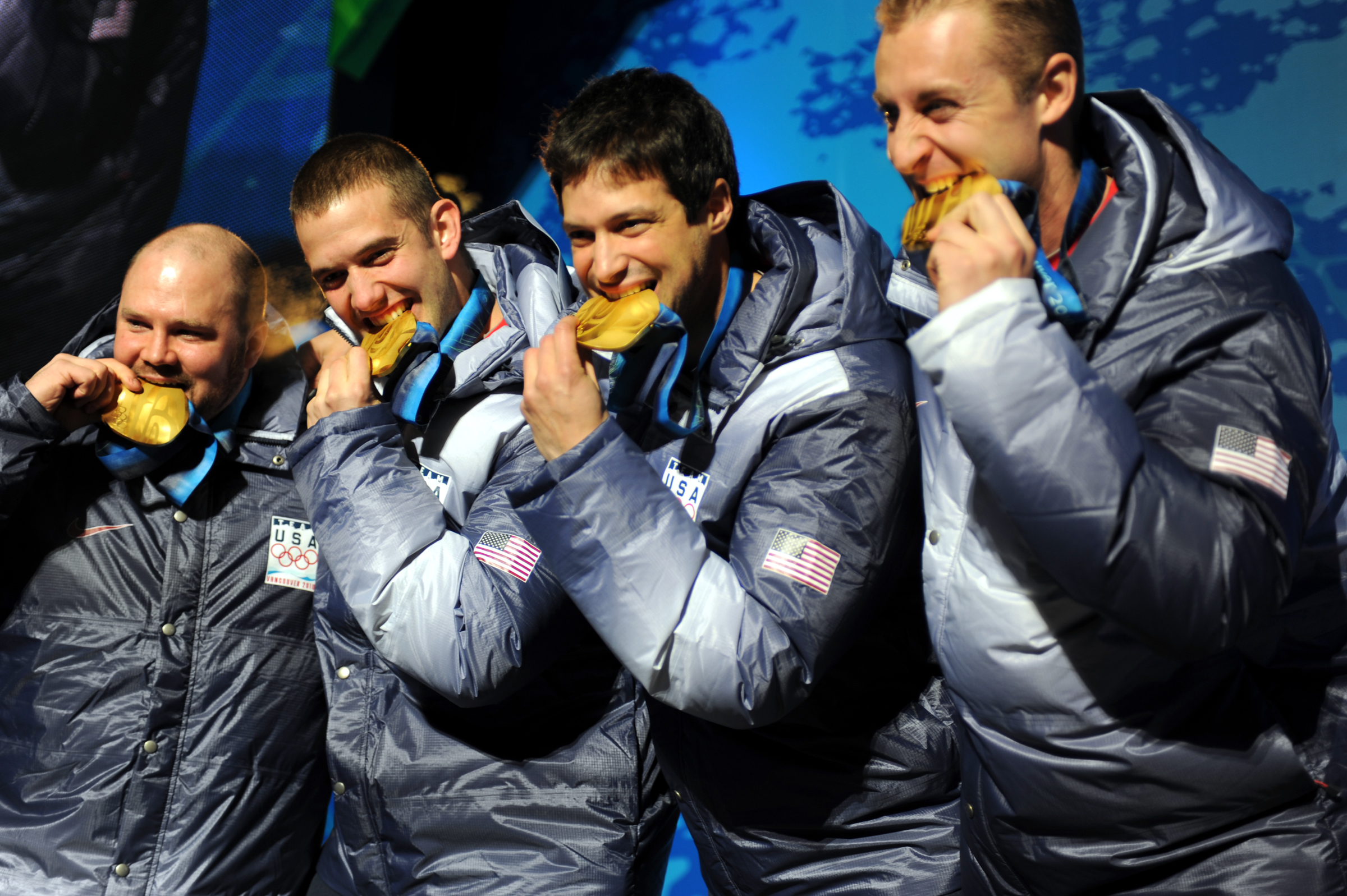
Сборная США, победившая на бобах-четвёрках, с олимпийскими медалями

| Дисциплина       | Золото                                                                | Серебро                                                                  | Бронза                                                             |
| Мужчины-двойки   | Германия · Андре Ланге · Кевин Куске                                  | Германия · Томас Флоршюц · Ричард Аджей                                  | Россия · Александр Зубков · Алексей Воевода                        |
| Мужчины-четвёрки | США · Стивен Холкомб · Джастин Олсен · Стив Меслер · Кёртис Томасевич | Германия · Андре Ланге · Кевин Куске · Александер Рёдигер · Мартин Путце | Канада · Линдон Раш · Лассель Браун · Крис ле Биан · Дэвид Биссетт |
| Женщины-двойки   | Канада · Кейли Хамфрис · Хезер Мойс                                   | Канада · Хелен Аппертон · Шелли-Энн Браун                                | США · Эрин Пак · Элана Мэйерс                                      |

## Спортивные объекты
| Санный центр Уистлера |
| --------------------- |
| Шестой поворот трассы |
| Вместимость: 12 000   |

## Календарь
(UTC-8)
| День             | Суббота, 20 февраля        | Воскресенье, 21 февраля    | Понедельник, 22 февраля | Вторник, 23 февраля        | Среда, 24 февраля          | Четверг, 25 февраля | Пятница, 26 февраля        | Суббота, 27 февраля        |
| ---------------- | -------------------------- | -------------------------- | ----------------------- | -------------------------- | -------------------------- | ------------------- | -------------------------- | -------------------------- |
| Мужчины-двойки   | 17:00 — 19:40 1 и 2 заезды | 13:30 — 15:50 3 и 4 заезды |                         |                            |                            |                     |                            |                            |
| Женщины-двойки   |                            |                            |                         | 17:00 — 19:00 1 и 2 заезды | 17:00 — 19:00 3 и 4 заезды |                     |                            |                            |
| Мужчины-четвёрки |                            |                            |                         |                            |                            |                     | 13:00 — 15:45 1 и 2 заезды | 13:30 — 15:25 3 и 4 заезды |
| День Игр         | 9                          | 10                         | 11                      | 12                         | 13                         | 14                  | 15                         | 16                         |